# فلقورة حبيبية
فلقورة حبيبية (الاسم العلمي:Fulgora granulosa†) هي نوع منقرض من الحشرات يتبع جنس الفلقورة من الفصيلة الفلقورية.